# East Bernard, Texas
East Bernard là một thành phố thuộc quận Wharton, tiểu bang Texas, Hoa Kỳ. Năm 2010, dân số của xã này là 2272 người.

## Dân số
- Dân số năm 2000: 1729 người.
- Dân số năm 2010: 2272 người.